# Nemetal
Împreună cu metalele și metaloidele, nemetalele reprezintă una dintre cele trei categorii de elemente chimice, distincte prin proprietăți de ionizare și legare. Aceste proprietăți au la bază faptul că nemetalele sunt puternic electronegative, câștigând electroni de valență de la alți atomi mai ușor decât îi cedează. După cum sugerează și numele, această clasă de elemente este lipsită de caracterul metalic distinctiv.
Nemetale sunt halogeni, gazele nobile și următoarele elemente, în ordinea numărului atomic:
- hidrogen (H)
- carbon (C)
- azot (N)
- oxigen (O)
- fosfor (P)
- sulf (S)
- seleniu (Se)

Cele mai multe nemetale se găsesc în partea dreaptă, sus, în tabelul periodic. Excepția este hidrogenul, care este de obicei plasat în colțul din stânga sus, alături de metalele alcaline, dar se comportă ca un nemetal în majoritatea condițiilor. Spre deosebire de metale, care sunt conductoare electrice, un nemetal poate fi un izolator sau un semiconductor. Nemetalele pot forma legături ionice cu metalele prin atragerea electronilor sau legături covalente cu alte nemetale prin punerea în comun de electroni. Oxizii nemetalelor sunt acizi.
Există doar 22 nemetale cunoscute, în comparație cu peste 80 de metale, dar nemetalele alcătuiesc marea parte a Pământului, în special în straturile superioare. Organismele sunt compuse aproape în totalitate din nemetale. Multe nemetale (hidrogen, azot, oxigen, fluor, clor, brom și iod) sunt diatomice, iar majoritatea restului este poliatomică.